# Сирени Титана
«Сирени Титана» (англ. The Sirens of Titan) — сатиричний фантастичний роман американського письменника Курта Воннеґута, вперше опублікований 1959 року. Це другий роман автора, зачіпає питання свободи волі, всезнання, і загальної мети людської історії. Велика частина сюжету обертається навколо вторгнення Марсіян на Землю.

## Сюжет
Книга розповідає про пригоди Малахія Константа — найбагатшої людини Америки майбутнього. Він володіє надприродною удачею, за яку він дякує божій милості, і за допомогою якої він розширив багатство свого батька. В книзі він опиняється в центрі подорожі яка веде його з Землі на Марс для підготовки міжпланетної війни, потім на Меркурій з іншим марсіянином що пережив ту війну, потім назад на Землю для покарання ганебним стовпом на знак незадоволеності людства його зарозумілістю, і нарешті на Титан де він знову зустрічає чоловіка нібито відповідального за події які з ним трапилися, Вінстона Найлса Рамфурда.
Рамфурд походив з багатого середовища Нової Англії. Його власні статки були достатньо великими для фінансування побудови особистого космічного корабля, і він став дослідником космосу. Під час подорожі між Землею і Марсом, він зі своїм собакою, Казаком, потрапили в явище знане як хроно-синкластичний інфундібулум, яке в книжці визначається як «ті місця … де всі різні види правди сходяться разом.» Коли вони увійшли в інфундібулум, Рамфурд та Казак стали «хвильовим явищем», чимось схожим на хвилі ймовірності які зустрічаються в квантовій механіці. Вони існували вздовж спіралі що витягнулася від Сонця до зірки Бетельгейзе. Коли планета, така як Земля, перетинає їхню спіраль, Рамфурд та Казак тимчасово матеріалізуються на тій планеті. При цьому появи Рамфурда стали відомими і на одну таку подію запрошено Константа, якому Рамфурд повідомляє, що останній одружиться з Беатрис — дружиною Руфуса і буде жити з нею на Титані.
Констант невідомим для нього чином потрапляє в марсіанську армію при цьому забуваючи своє минуле, і, контрольований через чип в мозку вбиває свого друга. Пригадавши що в нього є дружина і син, він дезертує, знаходить свою сім'ю — Беатрис, яка також втратила пам'ять, і Хроно, сина який має з собою талісман в вигляді металічної пластини. Марс вирішує атакувати Землю, проте атака провалюється повністю, а Констата з сім'єю рятує Рамфурд, і відправляє їх на Титан. Як виявилось, коли Рамфурд потрапив у хроно-синкластичний інфундібулум, він усвідомив минуле й майбутнє. Протягом роману, він передбачає події, і його передбачення справджуються, якщо він цілеспрямовано не бреше. В такому стані Рамфурд заснував на Землі «Церкву повністю байдужого Бога» щоб об'єднати людей перед вторгненням марсіан. Матеріалізуючись на різних планетах, Рамфурд дослідив вторгнення марсіан, і підготував людство до нього. Єдиним місцем де Рамфуд міг існувати постійно в стані людини був Титан, на якому Рамфуд познайомився з Сало — дослідником з Тралфамадору (цей світ також фігурує в деяких інших творах Воннегута, зокрема в романі Бойня номер п'ять), космічний корабель якого зламався.
Сало — це робот, що був побудований тисячоліття тому для доставки повідомлень в далекі галактики, а його космічний корабель живився Універсальним Бажанням Статися (УБС, англ. Universal Will to Become), яке дозволяє матерії і порядку бажати з'явитись з нічого (Саме ця сила зумовила утворення всесвіту, і залишається найбільшим можливим джерелом енергії). Невелика деталь космічного корабля зламалась і привела Сало в Сонячну систему, де він провів майже 200 тисячоліть. Для допомоги інші жителі Тралфамадору почали маніпулювати історією людства, розвинувши його настільки, щоб людська цивілізація змогла виготовити потрібну деталь. Те що Рамфурд потрапив а хроно-синкластичний інфундібулум, а також війна з Марсом і перенесення Константа на Титан — це все маніпуляції тралфамадорців з УБС. Стоунхендж, Великий китайський мур і Московський кремль були побудовані так, щоб повідомити Сало про прогрес над його проблемою.
Як виявилось, необхідною деталлю була маленька металева пластина, яку згодом приніс на Титан Хроно в вигляді свого талісмана. Пляма на сонці перериває спіраль Рамфурда і посилає його з собакою в космічний постір. Перед цим Рамфурд сперечається з Сало, через відмову останнього відкрити послання, яке він переносить. Зникнення Рамфурда змушує Сало все ж таки відкрити своє повідомлення, яке виявляється прото крапкою, що на тралфамадорській мові означає «Привіт».  Зрозумівши, що ним маніпулювадли Сало в розпачі розбирає сам себе на частини. В результаті Констант, Хроно і Беатрис залишаються на Титані. Після 32 років, мати Хроно помирає, а Константу вдається наново зібрати Сало, а також зремонтувати його космічний корабель. Хроно вирішив залишитись жити на Титані, а Константа повертає на Землю Сало, де він і помирає через переохолодження, чекаючи на автобус в Індіанаполісі. Помираючи, він бачить приємну галюцинацію, як його забирає з собою друг із марсіанської армії, яку запрограмував в його мозок Сало.

## Основні теми
Основною темою Сирен Титану є питання свободи волі, більшість персонажів позбавлені останньої, та і існування людства загалом звелось до виготовлення запчастини для інопланетного корабля. Відсутність свободи в попередніх діях відкривається головним героям в кінці книги, і показано реакцію останніх на таке відкриття. Жоден персонаж в творі грав свою роль за своїм бажанням, всі їх дії були зумовлені іншими силами, а самі герої можуть вирішити дуже мало. В кінці книги Констант зауважує: «Метою людського життя, не залежно від того хто його контролює є любити тих хто існує для любові». В інших книгах Воннеґута також піднімається це питання, зокрема в романах Бойня номер п'ять і Сніданок для чемпіонів.

## Стиль
Як і інші твори Курта Воннеґута роман написаний короткими і простими реченнями. Також в творі багато іронії, чорного гумору і моралі.

## Історія
Згідно газети The Harvard Crimson, Воннеґут придумав цілу історію «Сирен Титану» в один вечір. Він був на вечірці, де хтось порадив йому написати ще один роман (на той час він видав лише «Механічне піаніно»). Вони пішли в іншу кімнату де Воннеґут і озвучив свої ідеї в вигляді однієї історії.

## Критика
Роман номінувався на премію «Г'юго» за найкращий роман в 1960 році. В 1961 році журнал наукової фантастикиГелексі сайнс фікшн оцінив Сирени титану в 4.5/5, заявивши, що «сюжет заплутаний, складний і виснажуючий», але «книга, дратує, проте приносить задоволення вигадливістю».
Сирени титану було перекладено на французьку, італійську, іспанську, японську, нідерландську, німецьку, угорську і російську мови. 1973 року японський переклад книги (перекладач Хісасі Асакура) здобув премію Сейун за найкращий перекладений роман.
Вільям Дересєвіч, в 2012 році, після публікації колекції робіт Воннегута видавництвом «Library of America» написав:
Художньо, Механічне піаніно робота підмайстра — незграбна, незручна, перевантажена. Проте перегорни сторінку на Сирени титану (1959), і ось воно, все зараз. Курт Воннеґут став Куртом Воннеґутом. Відразу помічаєш скромність. Перша сторінка містить чотирнадцять абзаців, жоден з них не має більше двох речень, деякі з яких складаються з п'яти слів. Виглядає, ніби він розставляє кусочки в настільній грі — ось, і ось, і ось. Історія рухається з однієї сцени до іншої, з однієї ідеї до іншої, без затримки чи переходу."

## Адаптації
В 1970-х роках Чиказький театр «Organic Theatre Company» випустив постановку Сирени, театральну адаптацію Сирен титану(художник Джеймс Маронек, режисер Стюарт Гордон); постановка вимагала «простий набір: трохи меблів і білу штору в якості просторово-часового стрибка» Перший показ відбувся в жовтні 1977 в Університеті Каліфорнії в Сан-Дієго. Ця театральна адаптація, з невеликими змінами" була показана знову, через 40 років, 2017 року в Лос-Анджельському «Sacred Fools Theater Company», режисером став Бен Рок.
Воннеґут продав права на фільм за мотивами роману Джеррі Гарсія, гітаристу і вокалісту рок-групи Grateful Dead. Гарсія почав працювати над сценарієм разом з Томом Девісом в грудні 1983 року, і закінчили перший варіант в січні 1985. Гарсія помер в 1995 році не встигнувши випустити фільм, після цього Роберт Вейде (який був сценаристом фільму за мотивами іншого твору Воннеґута Мати Ніч (1996), а також документального фільму про автора), запитав в автора про права на фільм. Курт Воннеґут викупив в менеджера Гарсії права і передав їх Вейде в «усному договорі». Декілька років Вейде намагався знайти спонсорів для майбутнього фільму, проте в 2006 році, Вейде заявив, що втратив права на адаптацію. Vonnegut bought back the rights from Garcia's estate and gave them to Weide on a «verbal handshake» where they remained for years while he attempted to write and find backers for his adaptation. В квітні 2007 року, було оголошено, що сценарист Джеймс Харт написав адаптацію, погоджену Куртом Воннеґутом ще до своєї смерті.
19 Липня 2017 року було оголошено, що роман екранізують в вигляді телевізійного серіалу, а режисерами виступлять Ден Гармонд (один з творців серіалу Рік та Морті) і Еван Кетс (сценарист 24).

## В популярній культурі
Шотландський співак Ел Стюарт написав і виконав пісню «Sirens of Titan» яка ввійшла в його альбом Modern Times (1975), в тексті пісні згадується багато аспектів книги.
В інтер'ю 1979 року Дуглас Адамс в обговоренні впливу Воннегута на Путівник Галактикою сказав:
«„Сирени титану“ це така книга — ти прочитаєш її перший раз і думаєш що вона написана дуже вільно, просто. Здається, що факт того що все отримало сенс в кінці просто випадковий. А потім ти прочитаєш її ще декілька разів, паралельно знаходячи в письмі деталі, і ти розумієш настільки абсолютною tour de force це є, роблячи щось настільки прекрасно відточеним, що воно здається простим.»
Японська група P-MODEL в альбомі ONE PATTERN 1986 року випустила пісню Harmonium, яка була написана під впливом твору. Пізніше група випустила іншу пісню WELCOME TO THE HOUSE OF «TIME'S LEAKING THROUGH EQUAL DISTANCE CURVE» в альбомі big body (1993), яка теж стосується роману; японська назва пісні, 時間等曲率漏斗館へようこそ (яп. Jikantō Kyokuritsu Rōtokan e Yōkoso) може перекладатись як: «Ласкаво просимо до хроно-синкластичного інфундібулума».
В анімаційному серіалі Арчер, в одному з епізодів, два головні герої вирушають на Танжер, що б врятувати агента на ім'я Казак, який виявляється великою собакою породи Мастиф, як і собака Рамфурда в книзі.
Роман з'являється як декорація в епізоді другого сезону серіалу Край «Дикий Захід», в кімнаті де проводяться експерименти з безсмертям.

## Зноски
1. ↑  «A purpose of human life, no matter who is controlling it, is to love whoever is around to be loved.»
2. ↑  Westbrook, Perry D. «Kurt Vonnegut Jr.: Overview.» Contemporary Novelists. Susan Windisch Brown. 6th ed. New York: St. James Press, 1996.Literature Resource Center
3. ↑  Westbrook, Perry D. «Kurt Vonnegut Jr.: Overview.» Contemporary Novelists. Susan Windisch Brown. 6th ed. New York: St. James Press, 1996.
4. ↑  Short, John G. (17 грудня 1968). The Cuckoo Clock in Kurt Vonnegut's Hell. The Harvard Crimson. Архів оригіналу за 30 червня 2012. Процитовано 27 липня 2018. [Архівовано 2012-06-30 у Wayback Machine.]
5. ↑  1960 Hugo Awards, at TheHugoAwards.org; retrieved May 5, 2018
6. ↑  Gale, Floyd C. (December 1961). «Galaxy's 5 Star Shelf». Galaxy Science Fiction. pp. 144—147.
7. ↑  Deresiewicz, William (16 травня 2012). 'I Was There': On Kurt Vonnegut. The Nation. Процитовано 22 травня 2012.
8. ↑  The Organic Theater to present "The Sirens of Titan". Press release. University of California, San Diego. 10 жовтня 1977. Архів оригіналу за 13 червня 2011. Процитовано 2018-07-27.. {{cite web}}: Недійсний |deadurl=bot: unknown (довідка)
9. ↑  Stuart Gordon and Ben Rock Reviving 40-Year-Old Play The Sirens of Titan - Dread Central. Dread Central (амер.). 16 березня 2017. Процитовано 20 березня 2017.
10. ↑  SACRED FOOLS | MAINSTAGE 2017 — The Sirens of Titan. www.sacredfools.org. Процитовано 20 березня 2017.
11. ↑  Davis, Tom (2009). Hepburn Heights, The Den of Equity. Thirty-nine Years of Short-term Memory Loss. Grove Press. с. 249. ISBN 978-0-8021-1880-6. Kurt Vonnegut's novel, The Sirens of Titan, was both Jerry Garcia's and my favorite book and he had recently purchased the film rights....It was early December of 1983.
12. ↑  Davis, Tom (2009). Hepburn Heights, The Den of Equity. Thirty-nine Years of Short-term Memory Loss. Grove Press. с. 256. ISBN 978-0-8021-1880-6.
13. ↑  Weide, Robert B. (January, 2001). Sirens of Titan. Verified 30 March 2005.
14. ↑  Adler, Shawn (April 13, 2007).Kurt Vonnegut's 'Sirens Of Titan' Being Adapted For Big Screen [Архівовано 2007-04-29 у Wayback Machine.] Verified 15 April 2007.
15. ↑  Chavez, Danette (July 19, 2017). «Dan Harmon is bringing Kurt Vonnegut's The Sirens Of Titan to TV.» AVClub.com. Retrieved 2017-08-05.
16. ↑  Dan Harmon to adapt classic Kurt Vonnegut novel The Sirens of Titan. Consequence of Sound. Процитовано 23 липня 2017.
17. ↑  Shircore, Ian (1979). Transcript: Douglas Adams Interview. Douglas Adams discusses his early work
18. ↑  Виконання зроблено з великою майстерністю.